# Erythronium japonicum
Dent-de-chien du Japon, Katakuri
Espèce
Classification phylogénétique
Synonymes
- Erythronium japonicum (Poit.)
- Erythronium japonicum f. album (C.F. Fang)
- Erythronium japonicum f. immaculatum (P.Y.Fu & Q.S.Sun)
- Erythronium japonicum f. immaculatum (Sun, Q.S.)
- Erythronium japonicum var. leucanthum (I.Yamam. & Tsukam.)
- Erythronium japonicum f. leucanthum ((I.Yamam. & Tsukam.) Okuyama)

Erythronium japonicum, désignée sous le nom de katakuri (片栗) ou dent-de-chien du Japon, est une plante vivace appartenant à la famille des Liliacées. Originaire du Japon, de Corée, de l'Extrême-Orient russe et du Nord-Est de la Chine, cette espèce est connue pour ses fleurs roses solitaires qui s'épanouissent d'avril à juin. La plante est souvent trouvée dans les forêts de feuillus, où elle profite des premiers rayons de soleil avant que le feuillage des arbres ne se développe complètement.
La katakuri est une plante éphémère de printemps : elle a une période de croissance active relativement courte. Ses feuilles caractéristiques, souvent marquées de motifs sombres, et ses fleurs délicates en font une plante appréciée tant pour sa beauté que pour ses usages traditionnels.
Historiquement, la katakuri a été utilisé pour son amidon, connu sous le nom de katakuriko (片栗粉), qui était extrait de ses bulbes. Cet amidon était utilisé dans la cuisine japonaise et pour ses propriétés médicinales, notamment pour traiter les éruptions cutanées et comme aide digestive. Cependant, en raison de sa rareté et de la difficulté de sa récolte, l'amidon de pomme de terre est souvent utilisé comme substitut aujourd'hui.
La plante est également significative sur le plan culturel au Japon, apparaissant dans la littérature, la poésie et divers médias. Elle est souvent célébrée lors de festivals locaux et est un symbole du printemps dans de nombreuses régions.
En raison de sa croissance lente et de sa vulnérabilité à la récolte excessive, la Katakuri est considérée comme une espèce nécessitant une attention particulière en matière de conservation dans certaines régions du Japon.

## Dénominations
- Nom scientifique valide :  Erythronium japonicum  (Decne, 1854).
- Nom vernaculaire normalisé locaux : En japonais カタクリ  : 片栗 (katakuri?), en Coréen : hangeul : 얼레지 ; RR : eolleji , en Chinois :猪牙花, zhu ya hua
- Noms anglais : Asian fawn lily, Oriental fawn lily, Japanese fawn lily
- Noms vulgaires et vernaculaires, couramment utilisés en français : Dent-de chien du Japon[1], katakuri.

### Étymologie
L’appellation japonaise katakuri se compose des caractères 片 (kata, « partie » ; « fragment » ou « côté ») et 栗 (kuri, châtaigne), en référence à son bulbe ressemblant à une partie de châtaigne, pouvant se traduire par « demi-châtaigne ». En français, cet emprunt n’est pas utilisé dans le domaine de la botanique, il a émergé à la suite d’une controverse massive à propos de la traduction par l’éditeur Glénat du prénom d’un des personnages de la bande dessinée One Piece survenue en 2019.

## Description

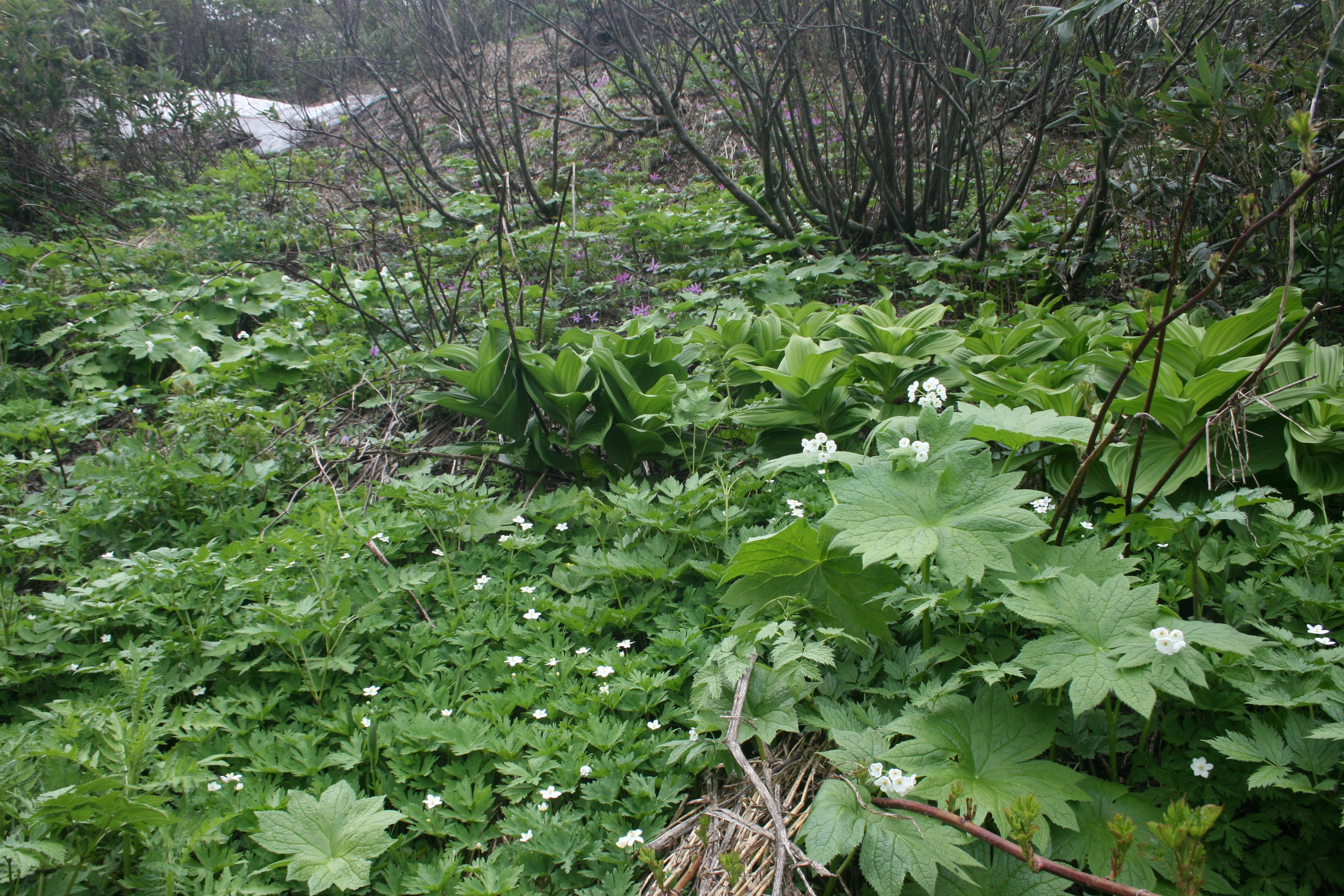
Après la fonte des neiges, des espèces comme la katakuri et la Anemone flaccida étendent rapidement leurs feuilles et tiges, puis fleurissent sur le sol des forêts de feuillus caducs. Elles se fanent ensuite et disparaissent de la surface.

Le rhizome est étonnamment profond. Le bulbe, de 4 à 5 cm de long pour environ 1 cm de diamètre, emmagasine de l’amidon.
La fleur se développe en surface au début du printemps, et sa floraison a lieu dès le mois de mars dans les régions les plus précoces, mais généralement entre avril et juin. Il émet alors une hampe florale de 10 à 15 cm de haut, portant à son extrémité une unique fleur pendante, de 4 à 5 cm de diamètre, aux teintes allant du violet pâle au rose. Il arrive rarement que la plante produise une fleur blanche, désignée sous le nom de « Katakuri à fleur blanche » (シロバナカタクリ ; 白い花片栗, shirobana-katakuri, (Erythronium japonicum f. leucanthum)). Une fois que le bourgeon a émergé du sol, la floraison survient environ dix jours plus tard. La plante porte généralement deux feuilles à la base de la tige florale, bien que les jeunes spécimens n’en présentent souvent qu’une seule. Ces feuilles, y compris le pétiole, mesurent environ 10 à 12 cm de long pour 2,5 à 6,5 cm de large, et sont de forme oblongue. Le limbe est tendre et présente des motifs de couleur pourpre sombre semblables à un camouflage. Selon les régions, certaines plantes peuvent ne pas présenter ces motifs.
La fleur possède six tépales et six étamines, réparties en trois longues et trois courtes. Les anthères, de couleur pourpre foncé, sont situées plus à l’extérieur chez les longues étamines, qui mûrissent en premier et s’ouvrent en libérant le pollen. Le pistil présente un style légèrement trifide. La floraison coïncide avec l’apparition des feuilles à la surface du sol. Par temps clair, les tépales s’ouvrent sous la lumière du matin jusqu’à se recourber fortement vers l’arrière, au point de se croiser à leur face externe, puis se referment à la tombée du jour, répétant ce mouvement chaque jour. Lorsqu’il fait nuageux ou qu’il pleut, la fleur reste fermée. Après la floraison, un fruit composé de trois loges se développe, chacune contenant plusieurs ovules — jusqu’à une vingtaine. En moyenne, environ 60 % des ovules deviennent des graines. Les ovules sont des formes allongées d’environ 2 mm de long. Les chromosomes sont grands, et le nombre diploïde est de 2n = 24.
La période de fructification s’étend de mai à juin. Après la floraison, la plante produit une capsule qui s’ouvre pour libérer les graines. Ensuite, les feuilles et la tige se dessèchent, et la plante entre en dormance souterraine. Elle n’est visible en surface que pendant environ 4 à 5 semaines, et la floraison au sein d’une même population ne dure qu’environ deux semaines, ce qui lui vaut d’être classée parmi les « spring ephemerals » (ou « éphémères de printemps »), tout comme Anemone flaccida (ニリンソウ ; Nirin-sō) et d’autres plantes similaires. Les graines sont munies d’un élaiosome jaune pâle, une substance appréciée des fourmis, qui les transportent jusqu’à leur nid, contribuant ainsi à la dispersion de l’espèce.

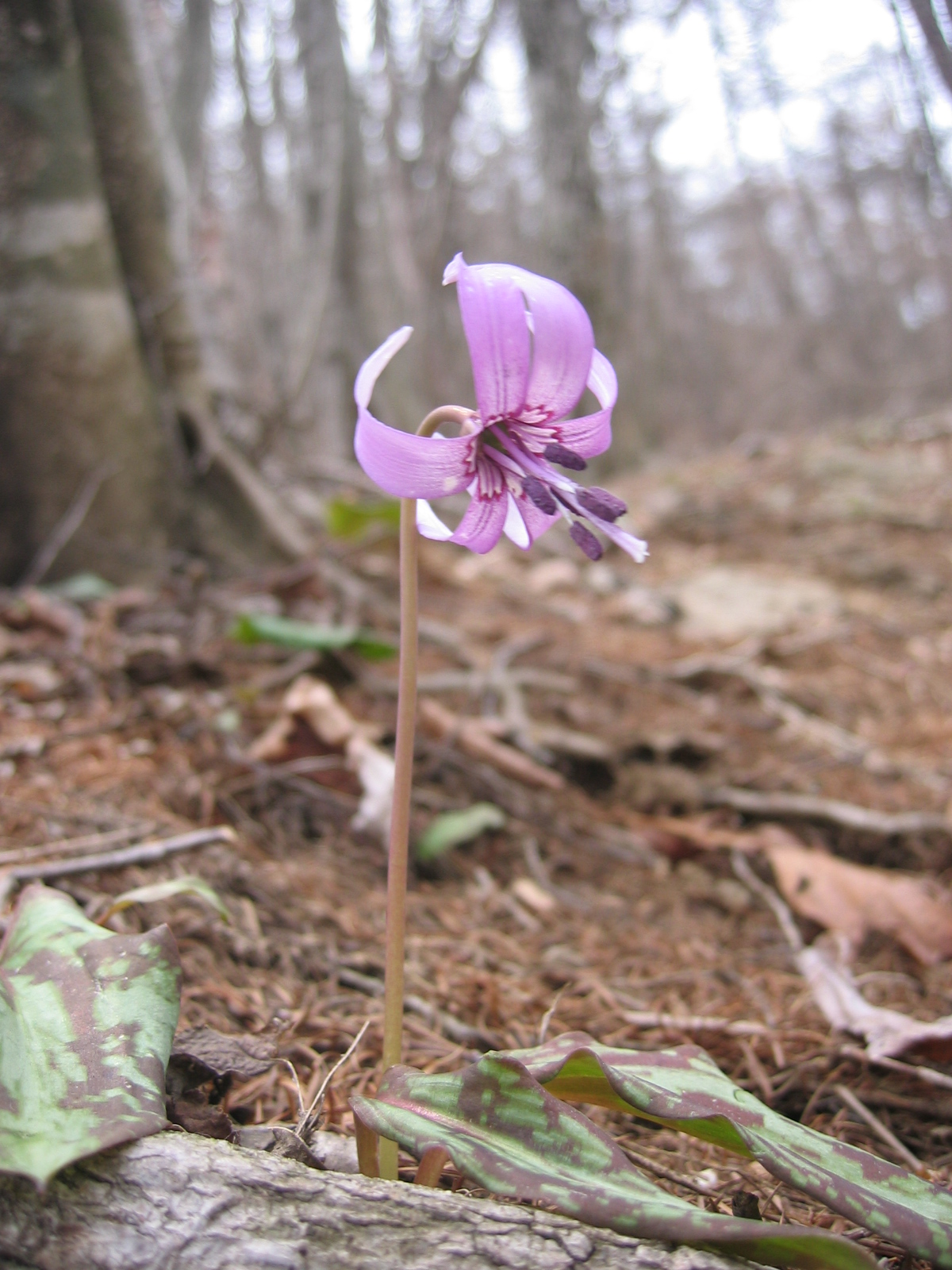
État des pétales
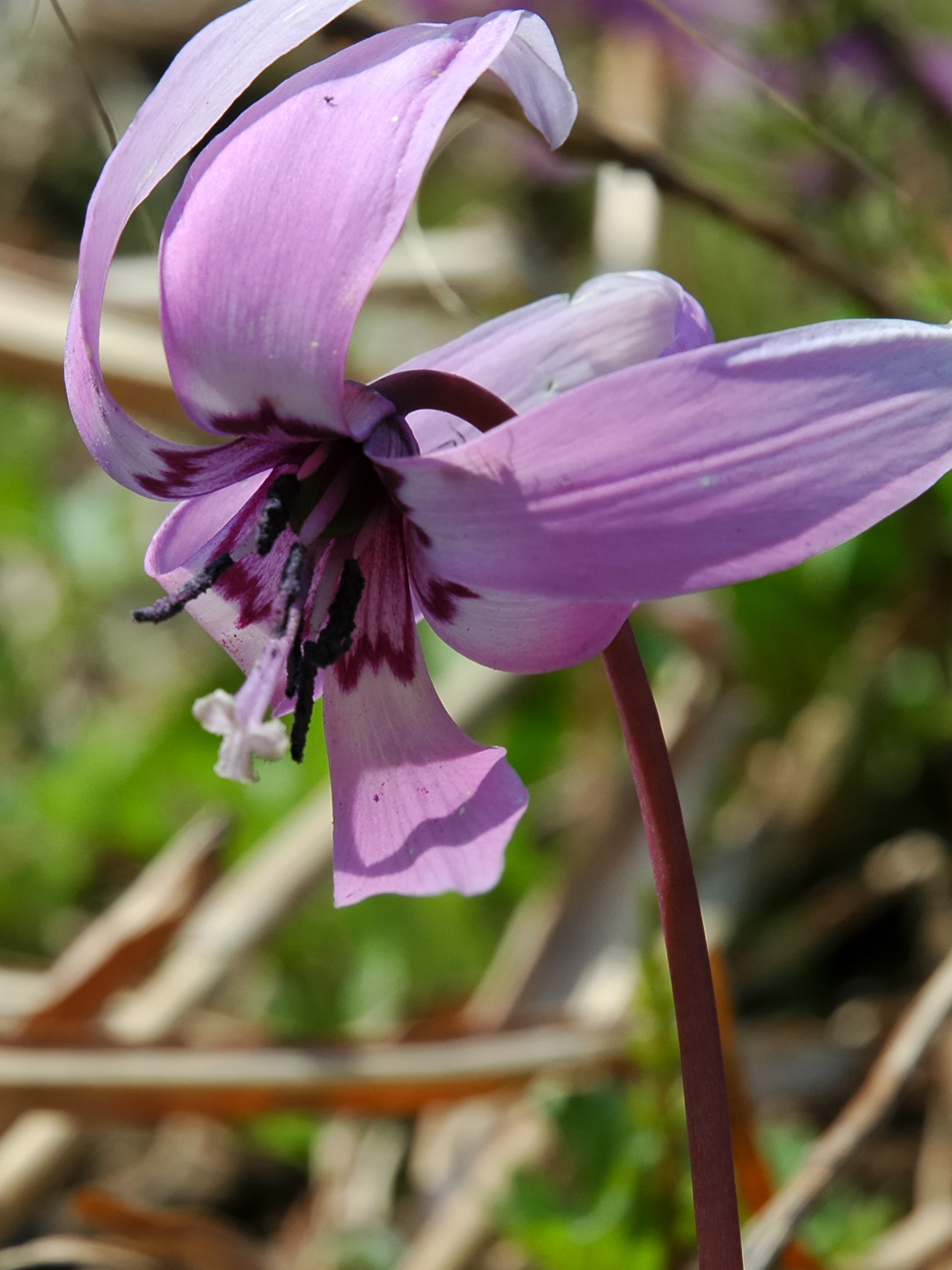
Fleur
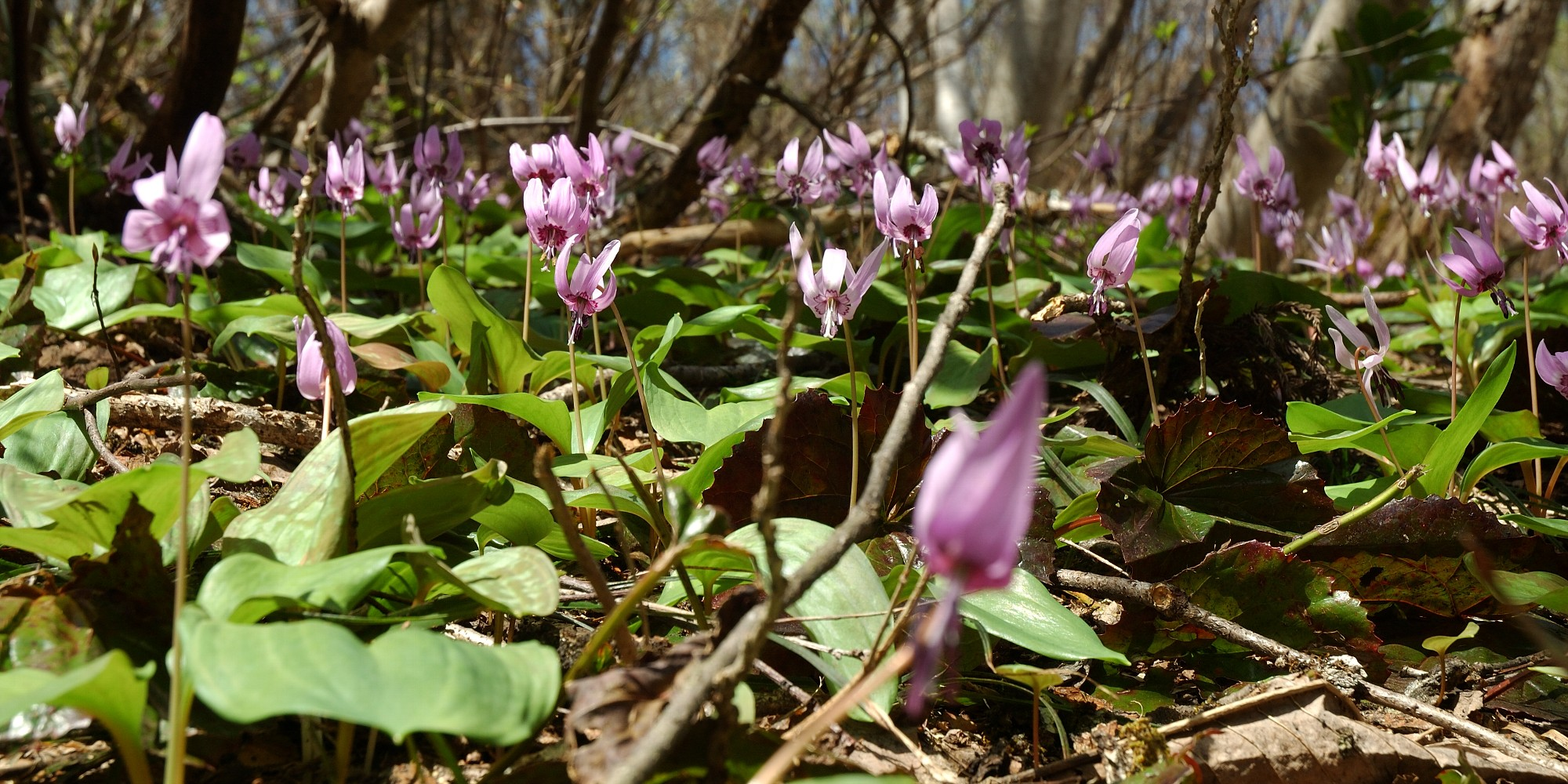
Plant de plusieurs katakuri
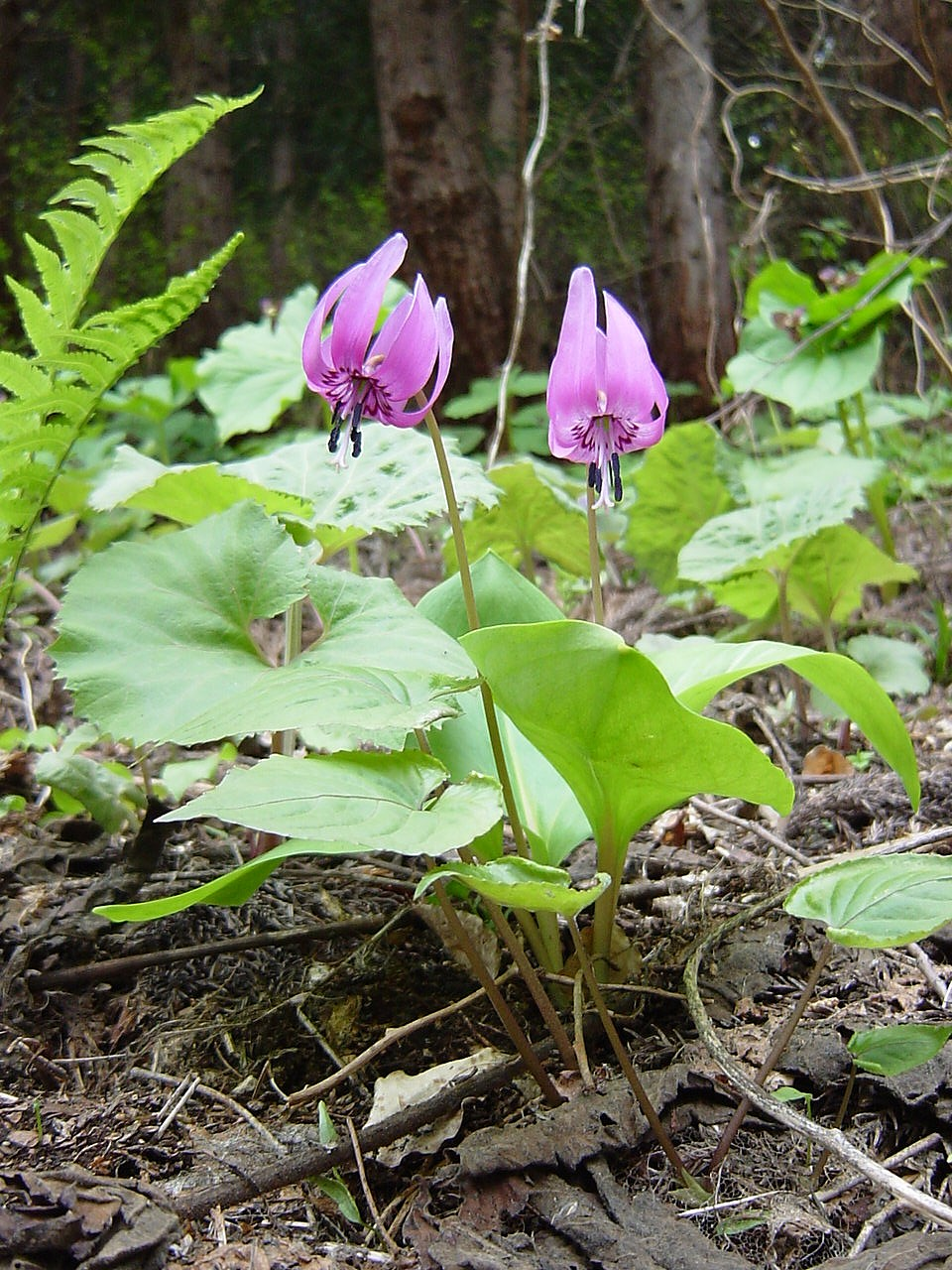
Individu sans motif caractéristique sur les feuilles
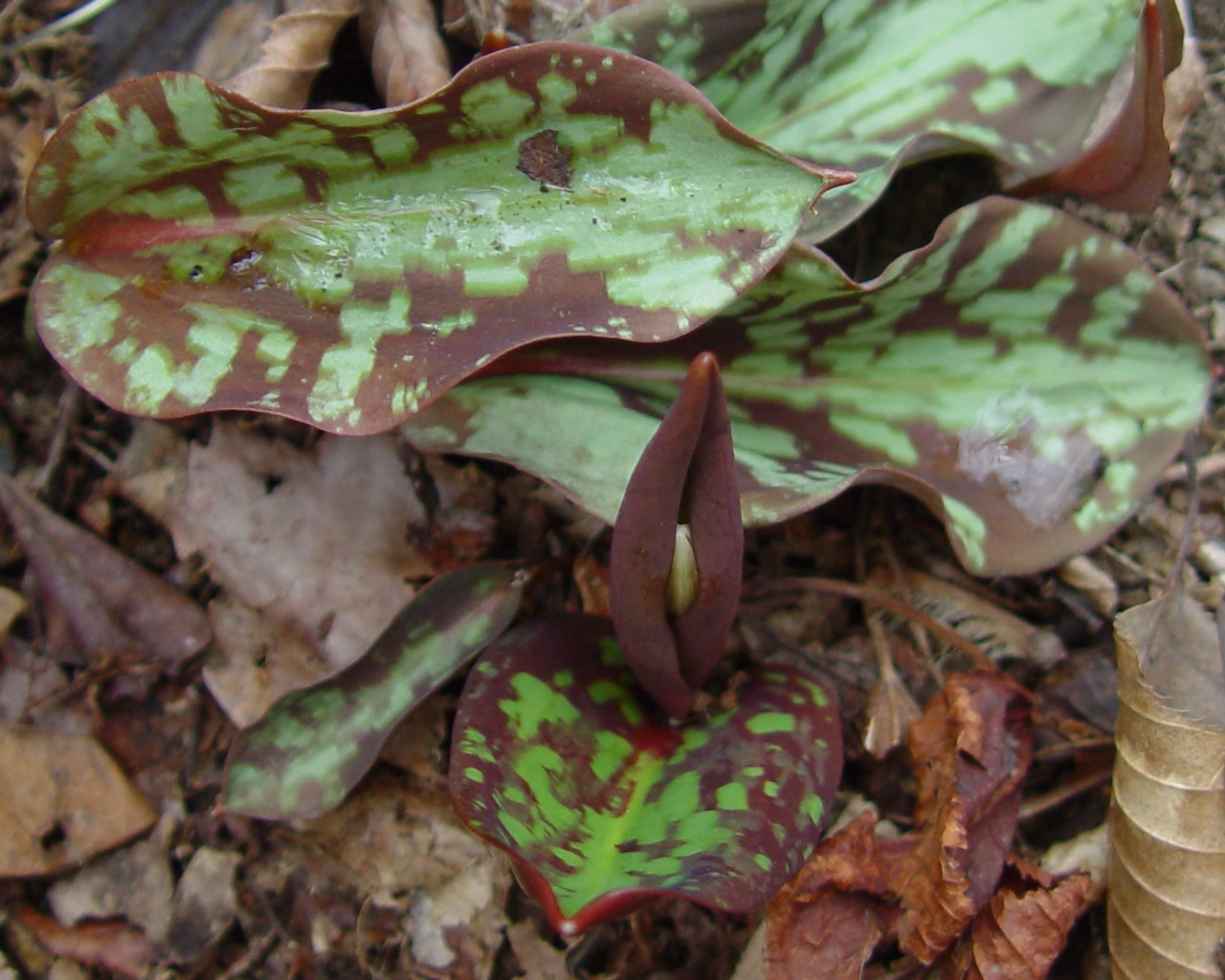
Feuilles à motifs sombres et bourgeon commençant à éclore
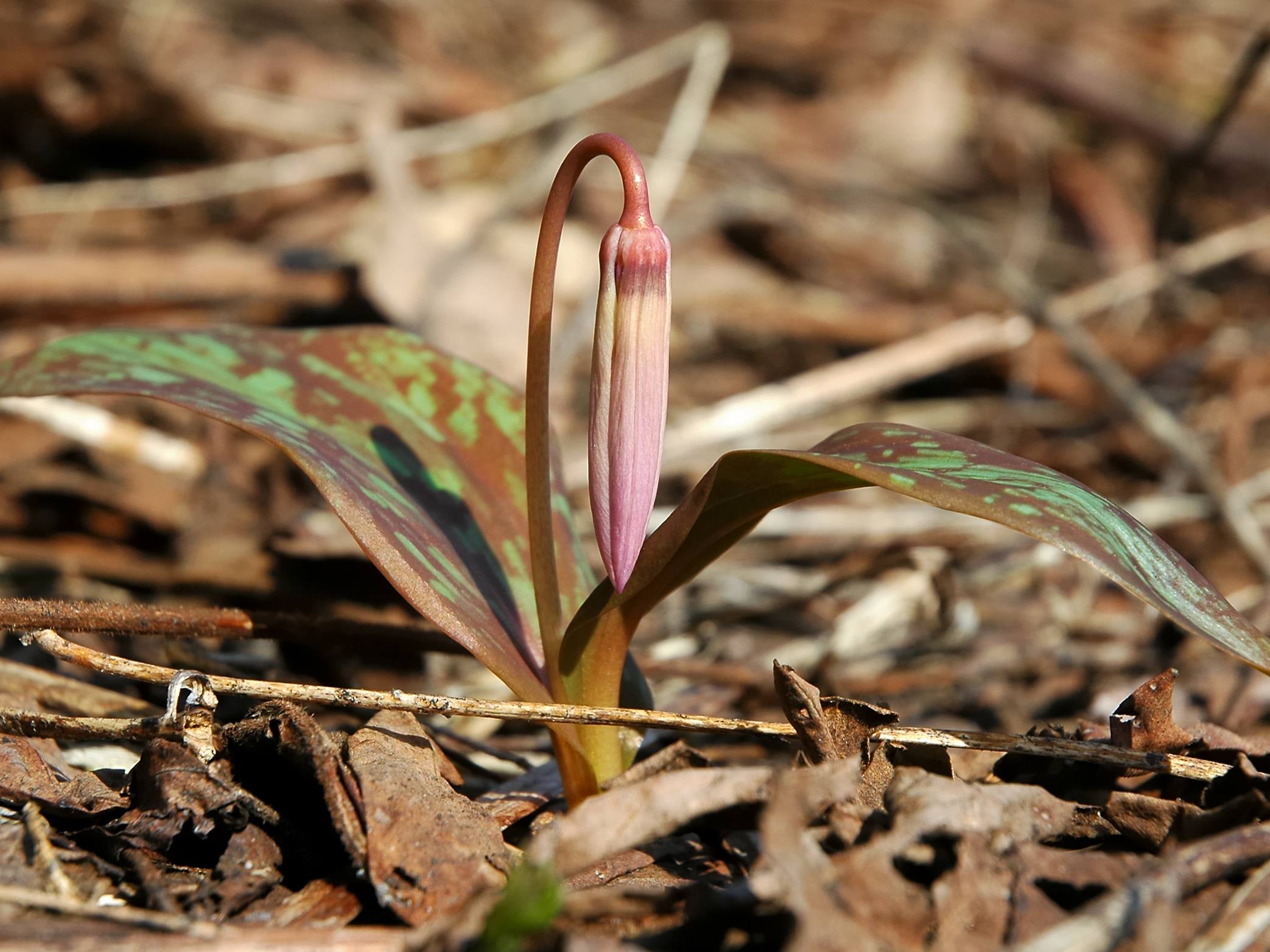
Bourgeon juste avant la floraison
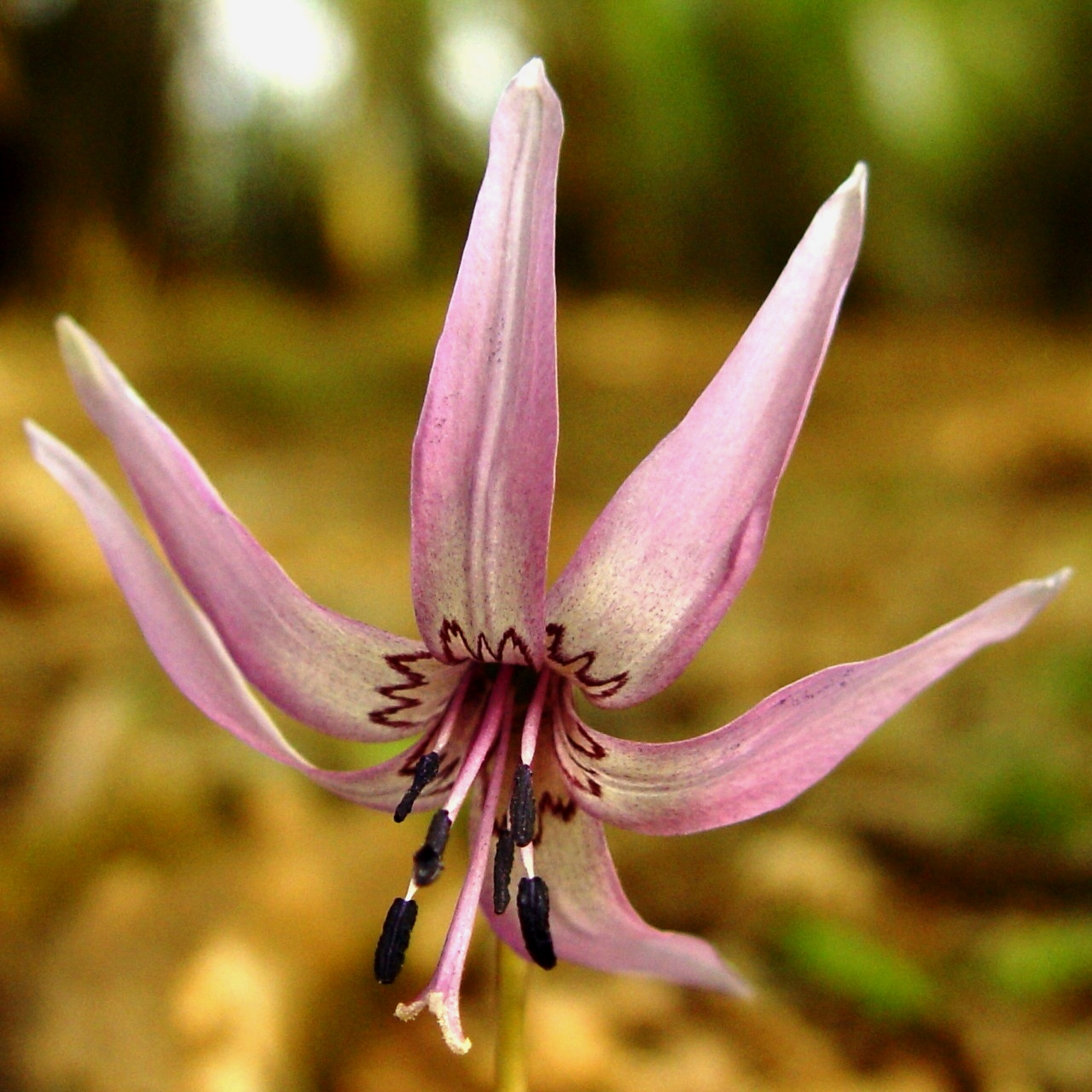
Six étamines autour du pistil
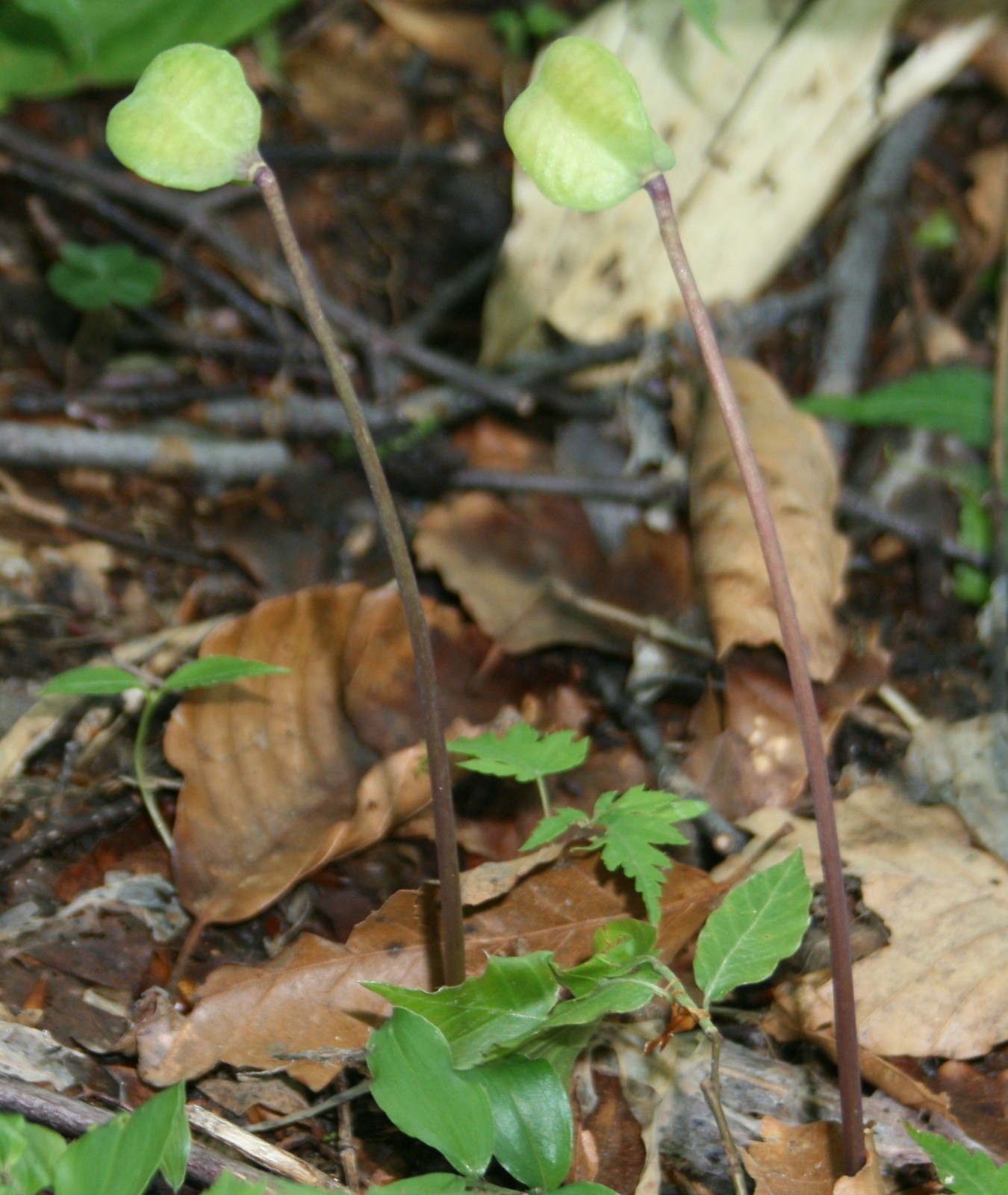
Fruit composé de trois loges
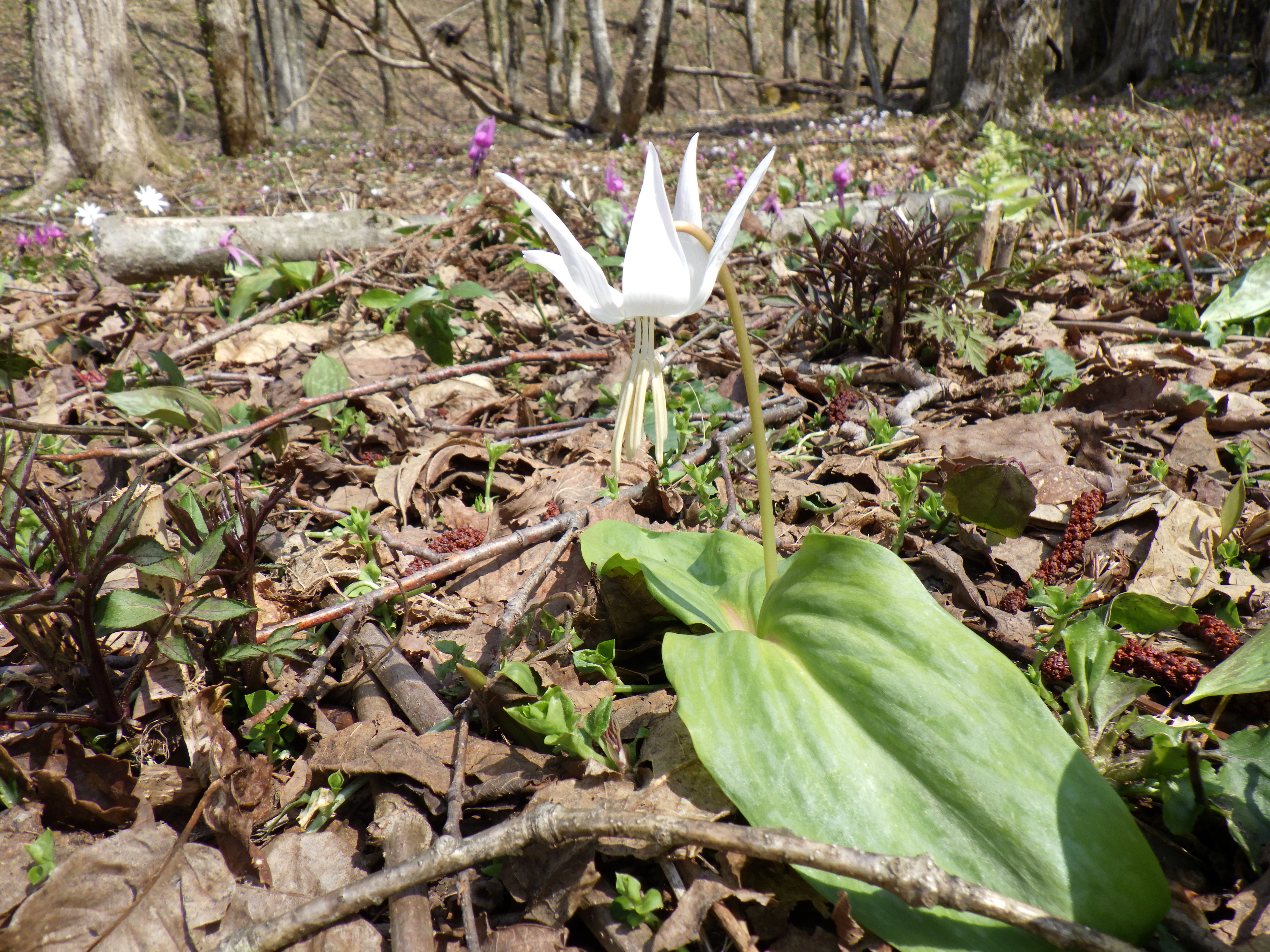
Des Katakuri à fleurs blanches

### Activité souterraine
Entre la mi-mai et la fin septembre, la plante entre en dormance sous terre. Le bulbe, de forme tubulaire et oblongue, mesurant 5 à 6 cm de long et situé jusqu’à 30 cm de profondeur, commence à émettre des racines vers la fin octobre. Après la fonte des neiges, la plante émet des feuilles très fines, semblables à des fils, à la surface du sol.

## Cycle de vie

### Floraison

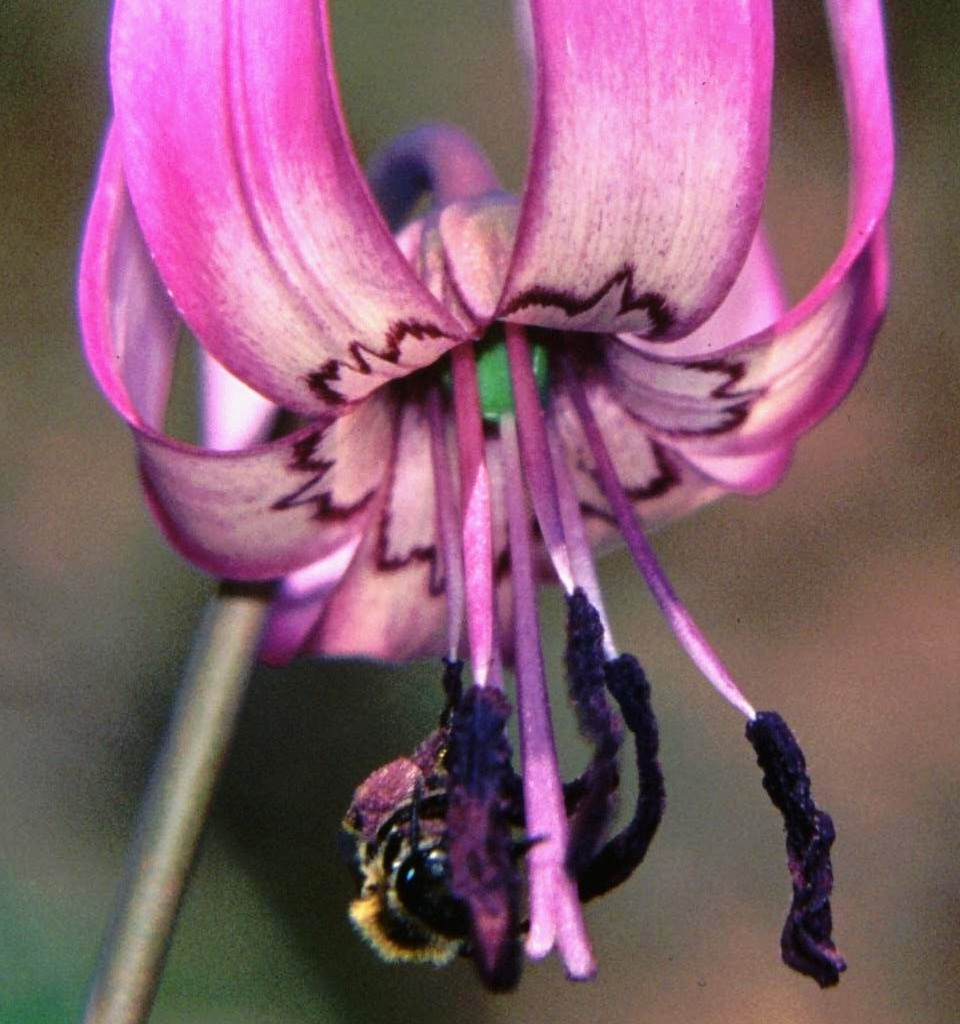
Des bourdons et autres pollinisateurs visitent les fleurs pour en prélever le nectar et assurer la pollinisation.

La katakuri se caractérise par sa floraison se déroulant au tout début du printemps avant même la renaissance de la végétation. Cette floraison précoce lui confère divers avantages, notamment celui de mobiliser la lumière et la place au détriment d’autres espèces n’ayant pas encore émergé, mais également de pouvoir être rapidement exploitée par les insectes pollinisateurs. Au moment où toutes les autres espèces ont commencé à bourgeonner, les fruits ont déjà commencé à se former.
Après que les graines se soient ensuite dispersées, la fleur fane rapidement, d’où sa catégorisation parmi les « éphémères printanières » : la période pendant laquelle la katakuri est visible hors terre ne dure que 4 à 5 semaines au début du printemps. Durant cette période, elle stocke des nutriments dans son bulbe par photosynthèse. En été, ses feuilles se dessèchent et la plante entre en dormance sous terre jusqu’au printemps suivant.
Au cours de la première année de sa vie, la plante produit une fine feuille filiforme. De la seconde jusqu’à environ la septième ou huitième année, elle n’a qu’une seule feuille de forme oblongue. Ce n’est que lorsque le bulbe devient plus gros et que la plante produit une seconde feuille qu’elle peut enfin fleurir. La katakuri accumule lentement, d’année en année, les nutriments dans son bulbe tout en faisant progressivement croître ses feuilles. Ce n’est qu’après avoir patiemment accumulé cette réserve pendant 7 à 9 ans qu’elle peut finalement produire une fleur. Cette croissance lente est due à une faible quantité de nutriments absorbés dans le temps, la faute à une période de photosynthèse trop courte à l’échelle d’une année.
Dans les premières années de floraison, la plante alterne entre reproduction sexuée avec floraison et fructification, et reproduction asexuée sans fructification. Une fois que l’individu a atteint une certaine taille, la floraison peut se poursuivre pendant plusieurs années. La durée de vie moyenne de la katakuri est estimée à environ 40 à 50 ans. Le bulbe se renouvelle chaque année, un nouveau bulbe se formant sous l’ancien, ce qui le fait s’enfoncer progressivement dans le sol. En principe, le bulbe ne se divise pas, et la plante ne se reproduit généralement pas de manière végétative.
Les feuilles de la katakuri peuvent subir la rouille de l'Érythrone par parasitisme du champignon Uromyces erythronii, provoquant une maladie pouvant entraîner le flétrissement de la plante. On estime que les forêts de feuillus caducs, habitat naturel de la katakuri, se sont formées il y a environ 30 millions d’années.

### Mécanisme de pollinisation
La katakuri est une plante hermaphrodite présentant une auto-incompatibilité, ce qui signifie qu’elle produit très rarement des graines par autopollinisation. Les tépales, les étamines et le pistil absorbent fortement les rayons ultraviolets, ce qui rend la fleur particulièrement perceptible auprès des insectes pollinisateurs tels que ceux de l’ordre des hyménoptères. Plusieurs espèces d’abeilles sauvages, comme les abeilles charpentières (Xylocopa), le bourdon terrestre (Bombus terrestris), d’autres bourdons, ainsi que des papillons comme le luehdorfia japonais (Luehdorfia japonica), le Luehdorfia puziloi, ou encore le Pieris melete, visitent les fleurs pour y prélever du nectar et assurent la pollinisation en tant que pollinisateurs. L’abeille charpentière et le bourdon terrestre jouent un rôle particulièrement important dans la pollinisation de la katakuri.

#### Dispersion des graines par les fourmis

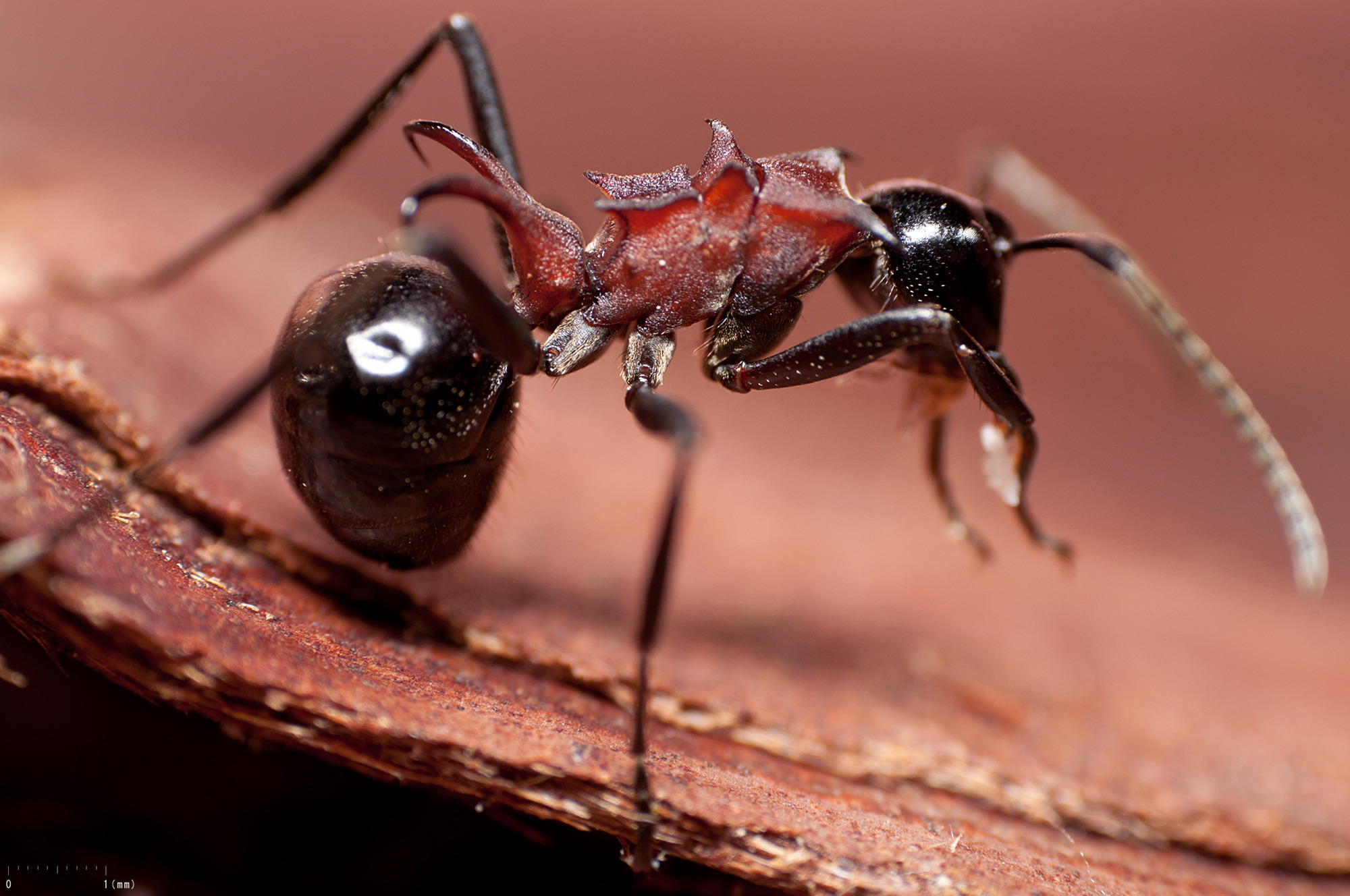
Après avoir transporté les graines de katakuri dans leur nid, les Polyrhachis lamellidens les rejettent à l’extérieur et les dispersent aux alentours.

Les graines sont dotées d’un élaiosome, riche en acides gras et en glucides complexes, qui attire fortement les fourmis. Attirées par cette substance, les fourmis transportent les graines sur de longues distances jusqu’à leur nid. Dans l’ancienne commune de Yatsuo, dans le district de Nei (préfecture de Toyama, aujourd’hui intégrée à la ville de Toyama), plusieurs espèces de fourmis ont été observées en train de transporter les graines, notamment Aphaenogaster japonica, Formica japonica, la fourmi noire des jardins (Lasius niger), Myrmica kotokui, Tetramorium tsushimae et Camponotus obscuripes. Chez Myrmica kotokui, il a été observé que les graines étaient d’abord emportées dans le nid, puis rejetées à l’extérieur et dispersées autour.

## Aire de répartition
L’espèce est considérée comme originaire du Japon, mais sa répartition s’étend également à l’Asie du Nord-Est, notamment la péninsule coréenne, les îles Kouriles, l’île de Sakhaline et la région du Primorié en Russie. Au Japon, elle est largement présente depuis les plaines jusqu’aux zones montagneuses de Hokkaidō, Honshū, Shikoku et Kyūshū. Bien qu’elle forme des colonies particulièrement abondantes dans les régions montagneuses du Tōhoku et du Chūbu, elle est plus rare à l’ouest du Kansai ainsi qu’à Shikoku et Kyūshū. Dans la préfecture d’Okayama, elle est principalement observée dans les municipalités du nord, tandis qu’à Kyūshū, sa présence est limitée à la préfecture de Kumamoto, ce qui marque la limite méridionale de sa répartition au Japon.
La katakuri pousse généralement dans les sous-bois relativement bien ensoleillés des forêts de feuillus caducs, notamment celles composées de hêtres comme les hêtres du Japon (Fagus crenata), de chênes de Mongolie (Quercus crispula) ou d’érables de Montpellier (Acer mono). Il peut cohabiter avec d’autres plantes de sous-bois comme Anemone pseudoaltaica et Anemone flaccida, avec lesquelles il fleurit simultanément. Bien que l’on puisse parfois le trouver au pied des plantations de cèdres du Japon (Cryptomeria japonica), les individus florifères sont généralement confinés aux lisières bien exposées. Des colonies sont également présentes sur les sols calcaires, comme dans le nord de la chaîne des monts Suzuka. Une population isolée à Kitami (région de Tanno) à Hokkaidō représenterait la limite orientale de sa répartition au Japon.
Autrefois largement répandue dans les forêts de feuillus caducs du Japon, l’espèce est aujourd’hui en déclin en raison de la cueillette excessive, du braconnage et de l’urbanisation. La limite altitudinale supérieure de son habitat a été observée sur les pentes du mont Sennindake au Nord des Alpes japonaises, à environ 2 000 mètres, dans la zone subalpine. Les colonies de katakuri peuvent compter de plusieurs milliers à plusieurs dizaines de milliers d’individus, et l’on estime qu’il faut entre 13 et 40 ans pour qu’un groupe entier se renouvelle. Le spécimen de référence pour l’espèce provient du Japon.

## Usages
Certains bulbes sont comestibles et consommés à la manière des légumes racines, cuits, séchés ou moulus en farine. Les feuilles peuvent également être cuites. Au Japon, le bulbe de la katakuri peut être bouilli pour être consommé sous forme de mets sucrés ou de kinton (金団, une purée sucrée à base de légumes). Mais ce bulbe est surtout utilisé pour produire de l'amidon, sous la forme d'une fine poudre blanche et soyeuse : katakuriko. Ce katakuriko était régulièrement utilisé en tant que liant de sauce, à l'instar de la Maïzena, ou pour accompagner le tempura, essentiellement lorsque la friture doit être rapide afin de ne pas dégrader la garniture. À partir du bulbe séché au soleil, on peut extraire un amidon de bonne qualité, à hauteur de 40 à 50 %. Le katakuriko est aujourd'hui fabriqué à partir de pommes de terre ou de patates douces moins onéreuses et plus abondantes.
L’amidon de la katakuri, appelé katakuri-dempun (片栗澱粉), est également utilisé comme remède traditionnel. Il est réputé pour ses propriétés nutritives et tonifiantes, et, comme l’amidon de racines de kudzu, il est utilisé pour soulager les douleurs abdominales ou stopper les diarrhées chez les personnes vulnérables. Mélangé à du sucre ou du miel, puis versé dans de l’eau bouillante, il forme une pâte translucide et molle qui, administrée aux personnes âgées ou aux jeunes enfants souffrant de douleurs abdominales, est censée avoir un effet bénéfique contre la diarrhée. Toutefois, l’amidon de pomme de terre vendu dans le commerce sous le nom de katakuriko n’a pas les mêmes propriétés médicinales que celui de la katakuri.
Au moment de la floraison, ou juste après, on peut récolter les jeunes feuilles pour les consommer comme sansai (plantes sauvages comestibles). Légèrement bouillies, les fleurs peuvent être préparées en salade vinaigrée, et les feuilles ainsi que les tiges peuvent être servies en salade, en accompagnement ou consommées en tempura ou sautées, voire même être consommées crues.
Le bulbe de la katakuri peut aussi être utilisé à des fins ornementales en tant que sansai. Sa culture est réputée difficile, mais elle est pratiquée par de nombreux passionnés de plantes alpines et sauvages. Dans plusieurs régions du Japon où l’espèce pousse en abondance, des « festivals de la katakuri » (カタクリ祭り, katakuri matsuri) sont organisés au printemps lors de la floraison.

## Conservation
La katakuri est inscrite sur les listes rouges de nombreuses préfectures au Japon. Sa répartition étant extrêmement limitée à Shikoku et Kyūshū, l’espèce y est particulièrement menacée d’extinction. Elle est par ailleurs désignée comme plante protégée dans plusieurs parcs naturels, tels que le parc national de Jōshin’etsu-kōgen, le parc national des Alpes japonaises du centre et le parc national de Hakusan.